# Oluf Bagge
Oluf Olufsen Bagge (22. december 1780 i København – 22. september 1836) var en dansk kobberstikker.
Han var søn af Svend Olufsen Bagge, arkivar ved General-Kommissariatets arkiv. Bagge blev student fra Kolding Skole i 1800 og tog herefter anden eksamen. Han lærte derpå kobberstikkerkunsten navnlig i udlandet 1821-1824. Hans hovedvirksomhed omfatter en række blade til Flora Danica. Desuden nævnes Blomstertegninger for Ungdommen af Johannes Ludvig Camradt og stik til nogle af ham selv forfattede skrifter i belletristisk retning. Han har også stukket en del landkort.
Han var gift med Karen Nielsen og nær ven med C.W. Eckersberg, hvis søn Erling Eckersberg han og hustruen havde i pleje, mens Eckersberg var på dannelsesrejse.